# Association Sportive Bône
Pour les articles homonymes, voir ASB.
 (novembre 2021).
La mise en forme du texte ne suit pas les recommandations de Wikipédia : il faut le « wikifier ».
Les points d'amélioration suivants sont les cas les plus fréquents. Le détail des points à revoir est peut-être précisé sur la page de discussion.
- Les titres sont pré-formatés par le logiciel. Ils ne sont ni en capitales, ni en gras.
- Le texte ne doit pas être écrit en capitales (les noms de famille non plus), ni en gras, ni en italique, ni en « petit »…
- Le gras n'est utilisé que pour surligner le titre de l'article dans l'introduction, une seule fois.
- L'italique est rarement utilisé : mots en langue étrangère, titres d'œuvres, noms de bateaux, etc.
- Les citations ne sont pas en italique mais en corps de texte normal. Elles sont entourées par des guillemets français : « et ».
- Les listes à puces sont à éviter, des paragraphes rédigés étant largement préférés. Les tableaux sont à réserver à la présentation de données structurées (résultats, etc.).
- Les appels de note de bas de page (petits chiffres en exposant, introduits par l'outil «  Source ») sont à placer entre la fin de phrase et le point final[comme ça].
- Les liens internes (vers d'autres articles de Wikipédia) sont à choisir avec parcimonie. Créez des liens vers des articles approfondissant le sujet. Les termes génériques sans rapport avec le sujet sont à éviter, ainsi que les répétitions de liens vers un même terme.
- Les liens externes sont à placer uniquement dans une section « Liens externes », à la fin de l'article. Ces liens sont à choisir avec parcimonie suivant les règles définies. Si un lien sert de source à l'article, son insertion dans le texte est à faire par les notes de bas de page.
- La présentation des références doit suivre les conventions bibliographiques. Il est recommandé d'utiliser les modèles {{Ouvrage}}, {{Chapitre}}, {{Article}}, {{Lien web}} et/ou {{Bibliographie}}. Le mode d'édition visuel peut mettre en forme automatiquement les références.
- Insérer une infobox (cadre d'informations à droite) n'est pas obligatoire pour parachever la mise en page.

Pour une aide détaillée, merci de consulter Aide:Wikification.
Si vous pensez que ces points ont été résolus, vous pouvez retirer ce bandeau et améliorer la mise en forme d'un autre article.
 (novembre 2021).
Si vous disposez d'ouvrages ou d'articles de référence ou si vous connaissez des sites web de qualité traitant du thème abordé ici, merci de compléter l'article en donnant les références utiles à sa vérifiabilité et en les liant à la section « Notes et références ».
Maillots
L'Association Sportive Bône (en arabe : الجمعية الرياضية عنابة), plus couramment abrégé en AS Bône, est un club algérien de football fondé en 1919, situé dans la ville de Bône.
Il évoluait au stade Henri Sultana puis au stade Paul Pantaloni, Bône.

## Histoire
L'Association Sportive Bône est créée en 1919 dans la ville de Bône, par des colons européens qui étaient des amateurs de sport et de football.
L'AS Bône participe au championnat de France amateur 1959-1960, puis de nouveau en 1961-1962.
Après l’indépendance de l'Algérie, l'AS Bône intègre le championnat national en Critérium Honneur 1962-1963,,, championnat organisé sous forme de 4 groupes de 10 clubs chacun. L'AS Bône commence dans le Groupe II de Constantine,, et se classe neuvième de son groupe.
L'AS Bône a changé de successivement de nom pour l'AS Vieille Ville puis l'AS Boumerouane.

## Palmarès
| Compétitions nationales |
| --- |
| - Ligue de Constantine : - Division d'honneur : - Champion (6) : 1923, 1930, 1950, 1957, 1958 et 1959 - Coupe d'Algérie - - Demi-finale : 1960 |

## Parcours

### Classement en championnat de Constantine par année
- 1920-21 : Division d'Honneur, ?e
- 1921-22 : Division d'Honneur, 2e finaliste
- 1922-23 : Division d'Honneur, 1re Champion
- 1923-24 : Division d'Honneur, ?e
- 1924-25 : Division d'Honneur, ?e
- 1925-26 : Division d'Honneur, ?e
- 1926-27 : Division d'Honneur, ?e
- 1927-28 : Division d'Honneur, ?e
- 1928-29 : Division d'Honneur, ?e
- 1929-30 : Division d'Honneur, 1re Champion
- 1930-31 : Division d'Honneur, ?e
- 1931-32 : Division d'Honneur, ?e
- 1932-33 : Division d'Honneur, ?e
- 1933-34 : Division d'Honneur, 5e
- 1934-35 : Division d'Honneur, ?e
- 1935-36 : Division d'Honneur, ?e
- 1936-37 : Division d'Honneur, ?e
- 1937-38 : Division d'Honneur, ?e
- 1938-39 : Division d'Honneur, ?e
- 1939-40 : Division d'Honneur, ?e
- 1940-41 : Division d'Honneur, ?e
- 1941-42 : Division d'Honneur, ?e
- 1942-43 : Division d'Honneur, ?e
- 1943-44 : Division d'Honneur, ?e
- 1944-45 : Division d'Honneur, ?e
- 1945-46 : Division d'Honneur, ?e
- 1946-47 : Division d'Honneur, ?e
- 1947-48 : Division d'Honneur, ?e
- 1948-49 : Division d'Honneur, ?e
- 1949-50 : Division d'Honneur, 1re Champion
- 1950-51 : Division d'Honneur, ?e
- 1951-52 : Division d'Honneur, ?e
- 1952-53 : Division d'Honneur, 2e
- 1953-54 : Division d'Honneur, ?e
- 1954-55 : Division d'Honneur, 4e
- 1955-56 : Division d'Honneur, ?e
- 1956-57 : Division d'Honneur, 1re Champion
- 1957-58 : Division d'Honneur, 1re Champion
- 1958-59 : Division d'Honneur, 1re Champion
- 1959-60 : CFA Algérie, ?e
- 1960-61 : Division d'Honneur, ?e
- 1961-62 : Division d'Honneur, ?e

### Classement en championnat d'Algérie par année
- 1962-63 : D1, C-H Est Gr.II, 9e
- 1963-64 : D?
- 1964-65 : D?
- 1965-66 : D?
- 1966-67 : D?
- 1967-68 : D?
- 1968-69 : D?
- 1969-70 : D5, Division Wilaya, ?e
- 1970-71 : D5, Division Wilaya, ?e
- 1971-72 : D5, Division Wilaya, ?e
- 1972-73 : D5, Division Wilaya, ?e
- 1973-74 : D5, Division Wilaya, ?e
- 1974-75 : D5, Division Wilaya, ?e
- 1975-76 : D5, Division Wilaya, ?e
- 1976-77 : D5, Division Wilaya, ?e
- 1977-78 : D?
- 1978-79 : D?
- 1979-80 : D?
- 1980-81 : D?
- 1981-82 : D?
- 1982-83 : D?
- 1983-84 : D?
- 1984-85 : D?
- 1985-86 : D?
- 1986-87 : D?
- 1987-88 : D?
- 1988-89 : D?
- 1989-90 : D?
- 1990-91 : D?
- 1991-92 : D?
- 1992-93 : D?
- 1993-94 : D?
- 1994-95 : D?
- 1995-96 : D?
- 1996-97 : D?
- 1997-98 : D?,
- 1998-99 : D?,
- 1999-00 : D?
- 2000-01 : D?
- 2001-02 : D?
- 2002-03 : D?,
- 2003-04 : D?,
- 2004-05 : D?
- 2005-06 : D?
- 2006-07 : D?
- 2007-08 : D?
- 2008-09 : D?
- 2009-10 : D?
- 2010-11 : D?
- 2011-12 : D?
- 2012-13 : D?
- 2013-14 : D?
- 2014-15 : D?
- 2015-16 : D?
- 2016-17 : D?
- 2017-18 : D?
- 2018-19 : D?
- 2019-20 : D?
- 2020-21 : D?

### Parcours de la AS Bône (Annaba) en coupe d'Algérie
| Saison  | Tour        | Matchs            | Résultats |
| ------- | ----------- | ----------------- | --------- |
| 1962-63 | 1/16 finale | JSM Philippeville | 2-0       |
| 1963-64 | ?           | ?                 | ?         |
| 1964-65 | ?           | ?                 | ?         |
| 1965-66 | ?           | ?                 | ?         |
| 1966-67 | ?e T.R      | ?                 | ?         |
| 1967-68 | ?           | ?                 | ?         |
| 1968-69 | ?           | ?                 | ?         |
| 1969-70 | ?           |                   | ?         |
| 1970-71 | ?           |                   | ?         |
| 1971-72 | ?           | ?                 | ?         |
| 1972-73 | ?           | ?                 | ?         |
| 1973-74 | ?           | ?                 | ?         |
| 1974-75 | ?           | ?                 | ?         |
| 1975-76 | ?           | ?                 | ?         |
| 1976-77 | ?           | ?                 | ?         |
| 1977-78 | ?           | ?                 | ?         |
| 1978-79 | ?           | ?                 | ?         |
| 1979-80 | ?           | ?                 | ?         |
| 1980-81 | ?           | ?                 | ?         |
| 1981-82 | ?           | ?                 | ?         |
| 1982-83 | ?           | ?                 | ?         |
| 1983-84 | ?           | ?                 | ?         |
| 1984-85 | ?           | ?                 | ?         |
| 1985-86 | ?           | ?                 | ?         |
| 1986-87 | ?           | ?                 | ?         |
| 1987-88 | ?           | ?                 | ?         |
| 1988-89 | ?           | ?                 | ?         |
| 1989-90 | N.J         | N.J               | N.J       |
| 1990-91 | ?           | ?                 | ?         |
| 1991-92 | ?           | ?                 | ?         |
| 1992-93 | N.J         | N.J               | N.J       |
| 1993-94 | ?           | ?                 | ?         |
| 1994-95 | ?           | ?                 | ?         |
| 1995-96 | ?           | ?                 | ?         |
| 1996-97 | ?           | ?                 | ?         |
| 1997-98 | ?           | ?                 | ?         |
| 1998-99 | ?           | ?                 | ?         |
| 1999-00 | ?e T.R      | ?                 | ?         |
| 2000-01 | ?e T.R      | ?                 | ?         |
| 2001-02 | ?           | ?                 | ?         |
| 2002-03 | ?           | ?                 | ?         |
| 2003-04 | ?           | ?                 | ?         |
| 2004-05 | ?           | ?                 | ?         |
| 2005-06 | ?           | ?                 | ?         |
| 2006-07 | ?           | ?                 | ?         |
| 2007-08 | ?           | ?                 | ?         |
| 2008-09 | ?e T.R      | ?                 | ?         |
| 2009-10 | ?           | ?                 | ?         |
| 2010-11 | ?           | ?                 | ?         |
| 2011-12 | ?           | ?                 | ?         |
| 2012-13 | ?           | ?                 | ?         |
| 2013-14 | ?           | ?                 | ?         |
| 2014-15 | ?           | ?                 | ?         |
| 2015-16 | ?           | ?                 | ?         |
| 2016-17 | ?           | ?                 | ?         |
| 2017-18 | ?           | ?                 | ?         |
| 2018-19 | ?           | ?                 | ?         |
| 2019-20 | ?           | ?                 | ?         |

## Personnalités du club

### Président du club
- Léopold Coupaud
- Docteur Grimal

### Entraîneurs du club
- Maurice Cottenet
- Curt Keller
- Claude Perrotin

### Anciens joueurs du club
Quelques joueurs qui ont marqué l'histoire de l'AS Bône.
- Maurice Cottenet
- Jean François Tenneroni
- Xavier Truglio[11]
- William Mifsud[12]
- Vincent Menella[13]
- Alexandre Menella[13]
- René Ripoll
- Jean Januzzi
- Ali Attoui
- Benaïssa Sakrhoui[14]